# Искусственный клапан сердца
Иску́сственный кла́пан се́рдца — это устройство для имплантации в сердце пациента с патологией сердечных клапанов.
При заболевании или дисфункции по причине патологии развития одного из четырёх клапанов сердца решением по восстановлению его работоспособности может быть замена естественного клапана на его протез. Как правило, это требует операции на открытом сердце.
Клапаны являются неотъемлемой частью нормального физиологического функционирования человеческого сердца. Естественные клапаны сердца развиваются в формы, которые функционально поддерживают однонаправленный поток крови из одной камеры сердца в другую.
Среди искусственных клапанов сердца выделяются механические и биологические конструкции. Соотношение имплантированных биоклапанов и механических протезов в последние годы составляет в мировой клинической практике 45 % и 55 % соответственно.

## Механические искусственные клапаны сердца
Существующие модели механических искусственных клапанов сердца можно разделить на лепестковые и вентильные. Последние подразделяются на осесимметричные (с поступательным движением запирающего элемента, поворотно-дисковые и двустворчатые) клапаны и трёхстворчатые (в идеале — полнопроточные) клапаны.

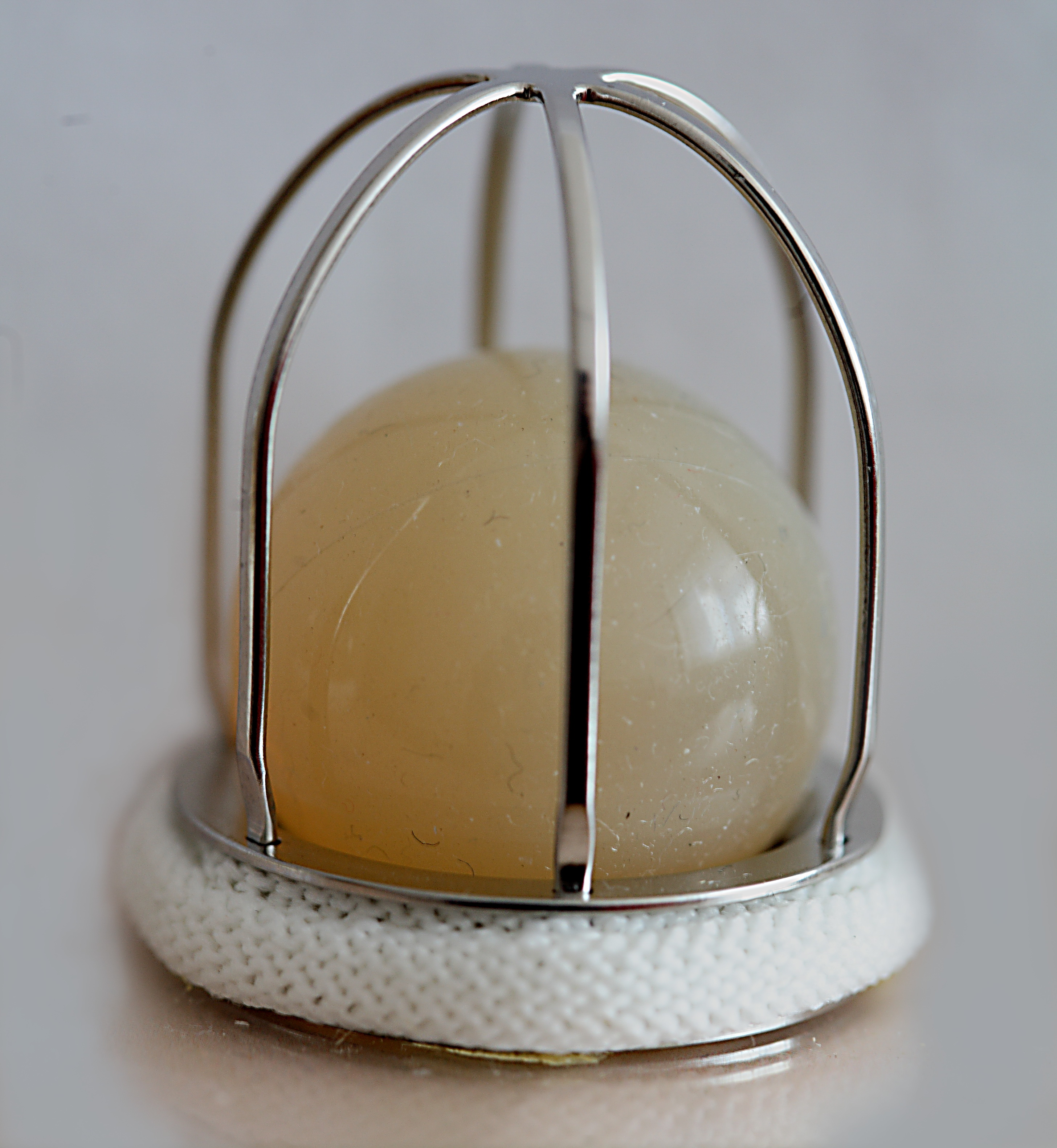
Шаровой протез
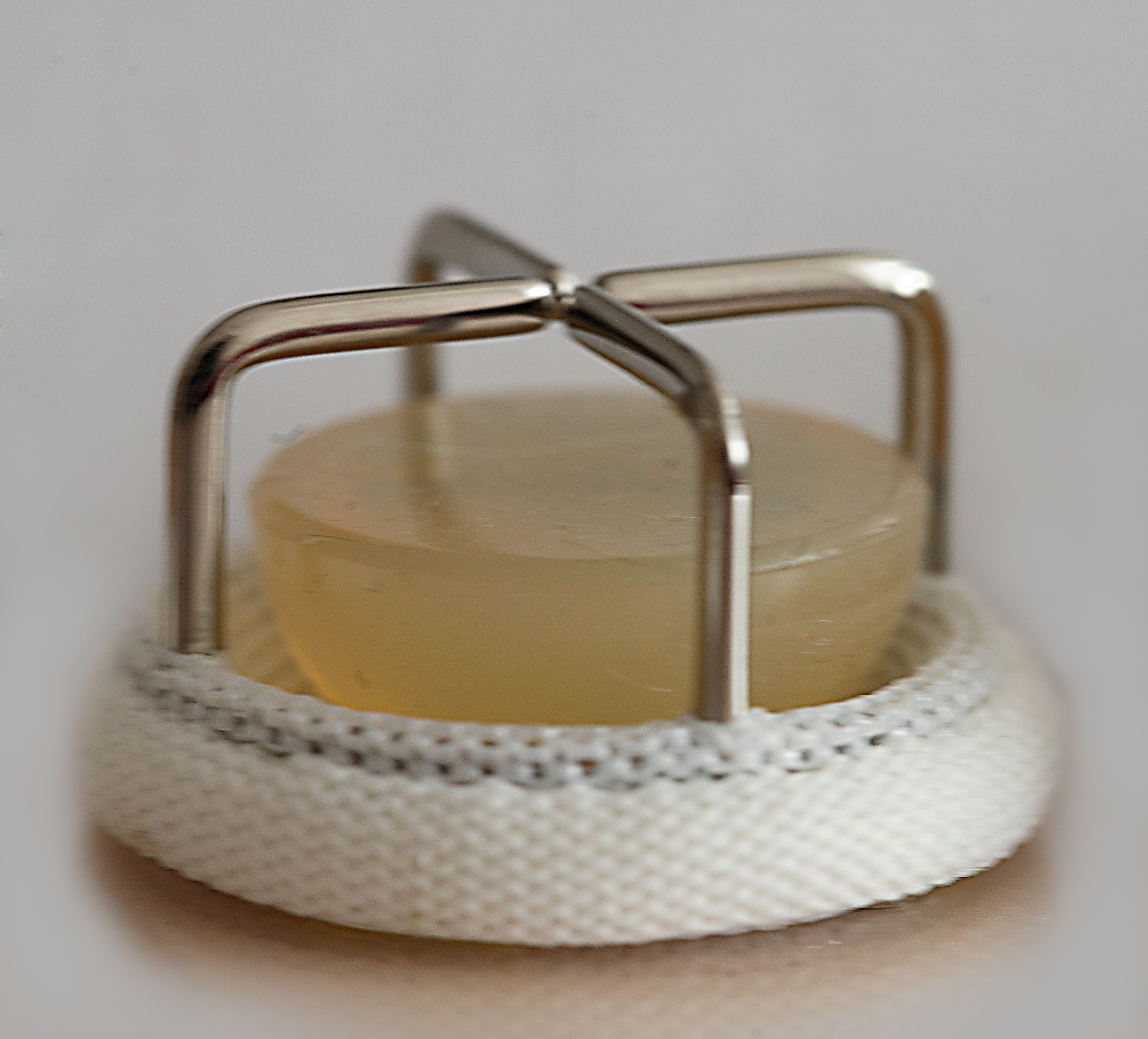
Малогабаритный протез
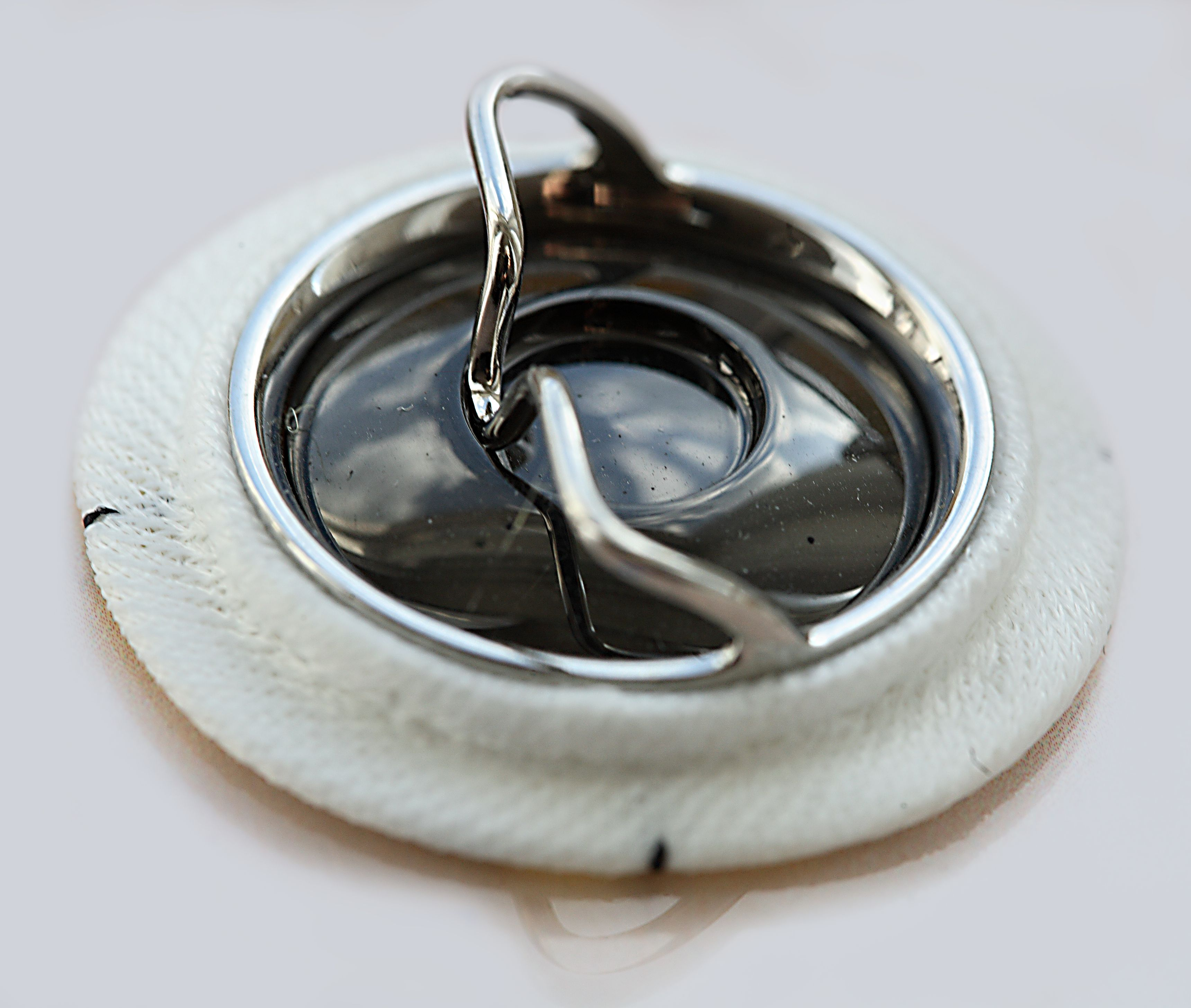
Поворотно-дисковый протез
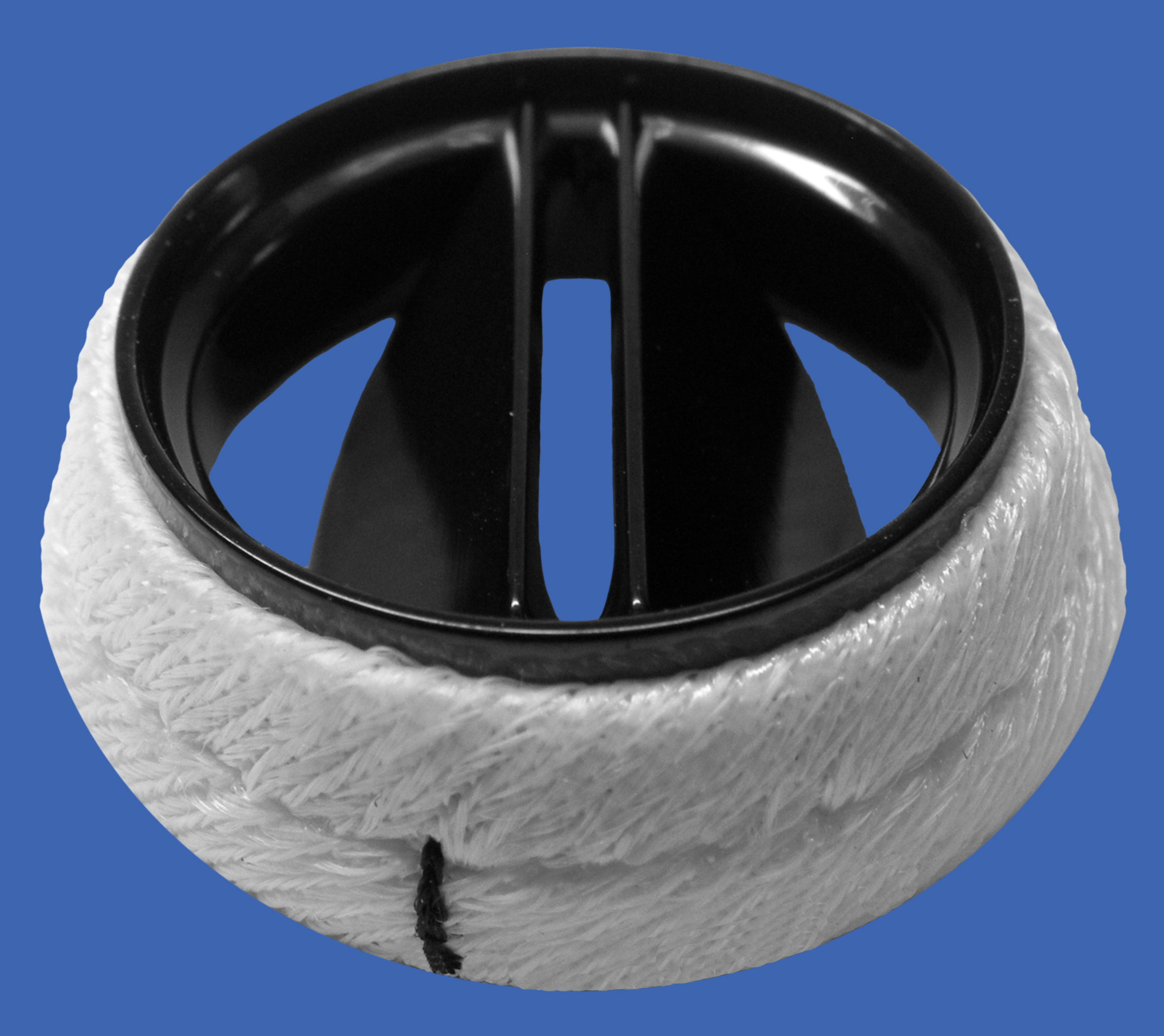
Двустворчатый протез
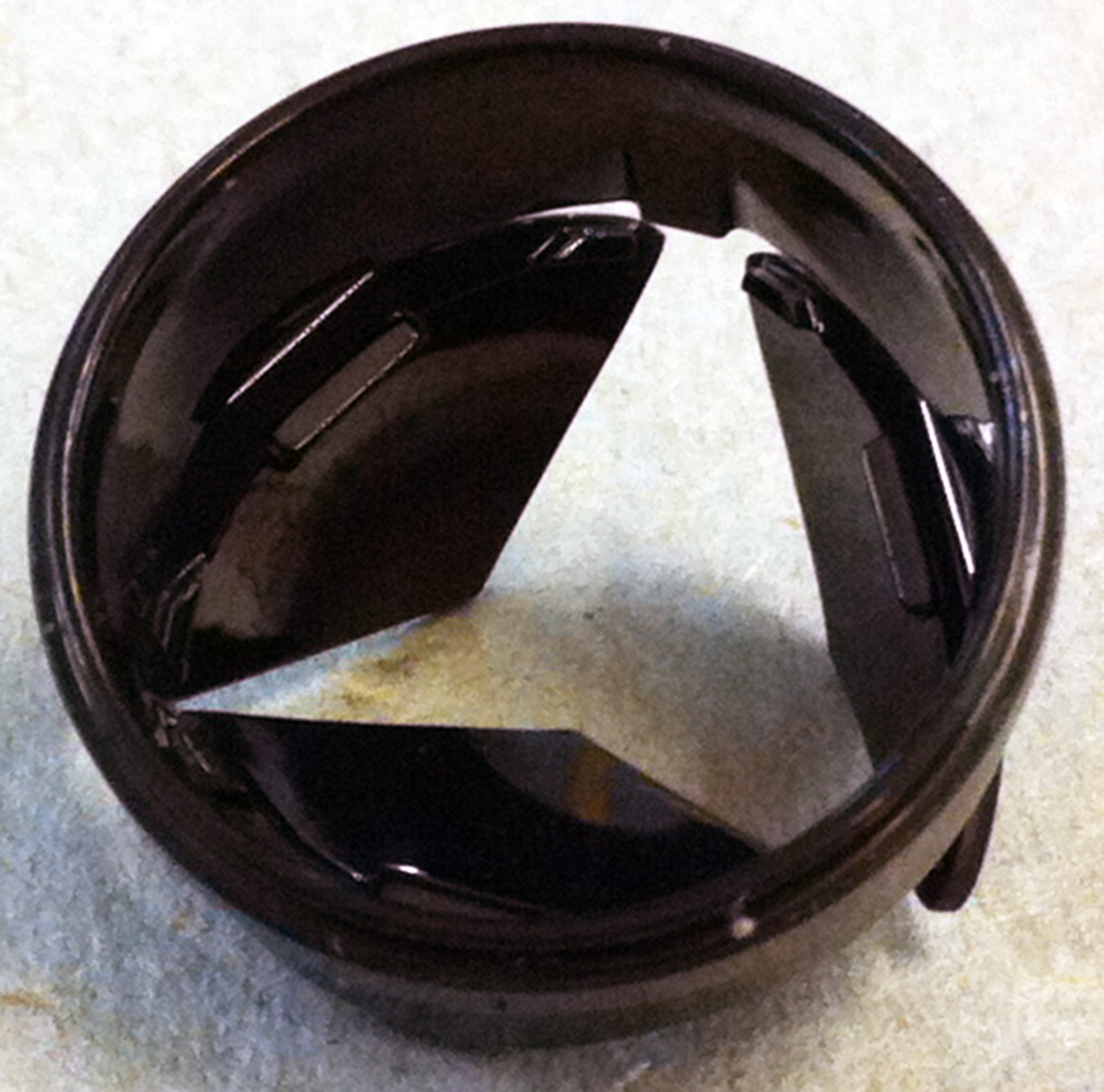
Трёхстворчатый протез

Многолетний (с конца 1950-х годов) мировой опыт применения механических протезов клапанов сердца сформировал следующие требования к
ним:
- Механическая надёжность протеза должна обеспечивать долговечность его работы в течение жизни пациента.
- Гемодинамические свойства протеза должны быть близки к естественным и сохраняться во времени (поток должен быть ламинарным, запирающий элемент должен обладать минимальной инерционностью, регургитация на протезе не должна быть выше, чем у естественных клапанов).
- Протез должен быть биоинертным, не травмировать форменные элементы крови, обладать минимальным объёмом и массой.
- Протез должен быть удобен для хирурга при имплантации в любых анатомических условиях.
- Тромборезистентность должна исключать опасность развития тромбоза и тромбоэмболии без использования антикоагулянтной терапии.
- Размеры и форма протеза не должны ухудшать механику сердечных сокращений.
- Должен отсутствовать шумовой дискомфорт от работы протеза.
- Должны быть гарантированы простота хранения и стерильность протеза.

### Лепестковый клапан
Лепестковый клапан своей конструкцией в наибольшей степени имитируют строение естественных клапанов сердца, но используются значительно реже протезов других типов. Во-первых, устаревшие конструкции лепестковых клапанов не используются из-за значительно большей вероятности осложнений (до полного разрушения клапана). Риск возникновения осложнений после имплантации современных лепестковых клапанов значительно ниже, но сложность их конструкции и необходимость использования дорогих материалов при изготовлении, делают их значительно дороже протезов других конструкций.

### Осесимметричные клапаны
Известны три группы осесимметричных искусственных механических протезов клапанов сердца вентильного типа: клапаны с поступательным движением запирающего элемента (шаровые, полушаровые, чечевицеобразные и др.), поворотно-дисковые и двустворчатые.
Все эти протезы имеют одинаковый принцип работы и состав структурных элементов: запирающий элемент, ограничитель движения этого элемента, а также пришивную манжету для фиксации протеза. Запирающий элемент двигается пассивно в зависимости от изменения давления в сердечных камерах в течение сердечного цикла. Когда перед клапаном давление превышает давление после него, запирающий элемент открывается, и кровь протекает через клапан. При обратном перепаде давления запирающий элемент перекрывает проходное отверстие клапана и предотвращает регургитацию крови.

#### Клапаны с поступательным движением запирающего элемента
Клапан с поступательным движением запирающего элемента — протез, в котором запирающий элемент в виде шара, полушара, чечевицы, конуса, двояковыпуклой и вогнутой линзы, диска во время диастолы прижимается к седлу протеза и препятствует регургитации тока крови в желудочек сердца. Во время систолы запирающий элемент отходит к вершине ограничителя его хода и кровь свободно выходит из желудочков.
Первым по времени создания и наиболее распространённым стал шаровой клапан — протез, в котором запирающий элемент был выполнен в виде шара. Шаровые клапаны были наиболее распространены в 60—70 годах XX века (несколько сотен тысяч имплантированных клапанов). Более чем тридцатилетние отдалённые результаты позволяют использовать шаровые клапаны в качестве стандарта для оценки протезов других конструкций.
Шаровые клапаны имеют корпус с седлом и пришивной манжетой, запирающий элемент в виде шара, и ограничители хода (стопы), связанные с корпусом. Под действием разницы давления в сердечных камерах, разделённых протезом, шаровой элемент или отходит от седла на расстояние, определяемое ограничивающими ход стопами, или примыкает к седлу, препятствуя регургитации крови.
Переход разработчиков к нешаровым запирающим элементам в конце 1960-х годов объясняется стремлением уменьшить профиль протеза, сохранить полезный объём сердечных камер, улучшить обтекание кровотоком самого запирающего элемента. В настоящее время шаровые протезы не имплантируются, однако, из-за долговечности конструкции, пациенты с такими протезами всё ещё встречаются в клинической практике.

#### Поворотно-дисковый клапан
Отличительной чертой поворотно-дисковых протезов стала конструкция запирающего элемента в виде диска, крепившегося шарнирно в цилиндрическом корпусе протеза, с возможностью вращения диска вокруг оси, расположенной в плоскости корпуса.
Благодаря хорошим гидродинамическим свойствам, низкопрофильности и износоустойчивости, они были наиболее востребованы в клинической практике 1970—1980 годов, а лучшие зарубежные и отечественные модели протезов этой конструкции успешно применяются в настоящее время.

#### Двустворчатый клапан
Отличительной чертой двустворчатых протезов клапанов сердца стала конструкция запирающего элемента в виде двух симметрично расположенных полуокружных створок, крепление которых с каркасом протеза осуществляется посредством шарнирного соединения.
В настоящее время двустворчатые протезы являются наиболее популярными в кардиохирургии.

## Биологические искусственные клапаны сердца
Биологические искусственные клапаны сердца — протез, который частично состоит из неживых, специально обработанных тканей человека или животного.
В терминологии, относящейся к биопротезированию, встречаются понятия, имеющие латинское происхождение: heterogenic — разнородный, homogeneous — однородный, xenogenic — относящийся к другому биологическому виду, allogenic — относящийся к другой особи того же биологического вида, autogeneous — выделен от самой особи, graft — трансплантат. Соответственно, при пересадке между разными видами, например, от животного к человеку (как правило, свиные или бычьи участки), используют термин «ксенографт», при пересадке у одного и того же человека из одной позиции в другую — термин «аутографт», при пересадке от человека к человеку — «гомографт».
Разработка и применение биологических заменителей клапанов сердца (биокпапанов) начались в середине 1950-х годов, но основное развитие получили два десятилетия спустя. Их использование в клинической практике связано с недостатками их механических конкурентов: тромбоэмболическими осложнениями, необходимостью пожизненного приёма антикоагулянтов, протезным эндокардитом и острыми дисфункциями. Напротив, биологические заменители формируют структуру кровотока, близкую к физиологической, обладают низкой тромбогенностью, в большинстве случаев позволяют избежать приёма антикоагулянтной терапии, а постепенное развитие их дисфункций даёт возможность выполнить повторную операцию в плановом порядке.
Развитие биопротезов для сердечно-сосудистой системы проходит, преимущественно, по двум направлениям: первое — развитие конструкции каркасных биопротезов, второе — совершенствование технологий структурной стабилизации биоткани.

### Структурная стабилизация биоткани
Стабильность коллагеновой структуры биологических протезов во времени (основа их длительной работы) достигается сохранением естественной архитектоники биологической ткани при её химической обработке и консервации. Одновременно решаются задачи повышения устойчивости коллагена к ферментативному и механическому разрушению, предотвращению клеточных и иммунных воздействий со стороны организма реципиента, уменьшения зон концентрации напряжения при фиксации биологической части протеза на каркасе.
Стабилизация биоткани ведётся путём её химической обработки веществами, образующими интрамолекулярные и межмолекулярные поперечные связи с аминокислотами молекул коллагена. Химические агенты предотвращаются также кальцификацию и сохраняют эластические свойства биоткани, а различными методами стерилизации и консервации обеспечивается сохранение морфологической целостности и функциональной полноценности биоматериала, достигнутых при его стабилизации.

### Каркасные биоклапаны сердца

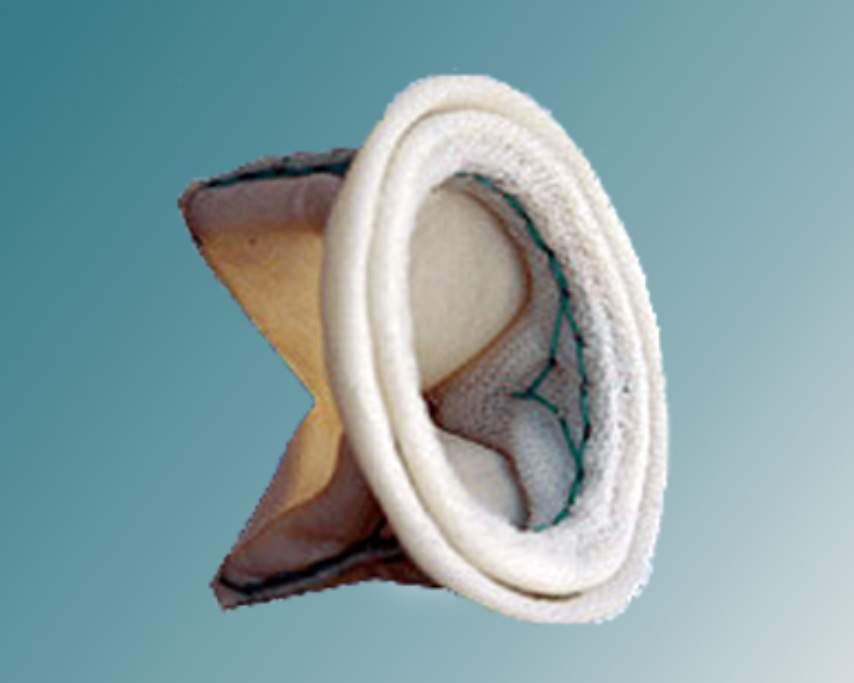
Каркасный биологический клапан сердца

Каркасные биологические клапаны сердца — протез, в котором неживые, специально биологические обработанные ткани зафиксированы на опорном каркасе (стенте), покрытом синтетической тканью.
Впервые предложены в 1967 году, и в дальнейшем, помимо улучшения способов стабилизации биоткани, совершенствовались по конструкции и свойствам опорных каркасов для фиксации их биологической части.
Изначально использовался жёсткий опорный каркас, который приводил к отрыву протеза по линии крепления комиссур к его стойкам, а в ряде наблюдений — к разрывам самих створок. Было установлено, что нагрузки на створки биопротеза при фиксации в каркасе способствуют развитию усталостных повреждений коллагеновых волокон в центре створок и в местах фиксации комиссур — то есть механические и биологические повреждающие факторы суммируются.
Для уменьшения нагрузки на створки биоклапана в настоящее время широко применяются гибкие каркасы, сохраняющие жёсткое кольцо в основании. Напряжение в их створках по сравнению с жёстким каркасом уменьшалось в экспериментах in vitro на 90 %. Известны гибкие каркасы из стали различных марок, титановых сплавов, а также комбинированные — содержащие металлические и полимерные элементы конструкции.

### Клапанный гомографт
Сосудистый клапанный гомографт («гомографт» от лат. homo — человек, либо лат. homogeneus – однородный, и лат. graft — трансплантат, протез) — имплантируемый протез, который полностью или частично состоит из неживых, специально обработанных тканей человека, включающих сердечные клапаны.